# The Borrowed Umbrella
The Borrowed Umbrella è un cortometraggio muto del 1912 diretto da Chauncy D. Herbert. Prodotto dalla Selig Polyscope Company con la sceneggiatura di Grace Duncan, il film aveva come interpreti John Lancaster, Lillian Leighton, Adrienne Kroell, Carl Winterhoff.

## Trama
Per evitare di bagnarsi sotto la pioggia, Smith compera un ombrello. Torna a casa molto soddisfatto dell'acquisto anche perché l'ombrello è fornito di un bel manico ricurvo che gli permette, da chiuso, di appenderlo al braccio. Nellie, la figlia di Smith, impresta l'ombrello al suo fidanzato che però se lo dimentica appeso al bancone del negozio di tabacchi. Quando Smith si accorge che a casa l'ombrello è sparito, scopre che Nellie l'ha imprestato a Wilson. Le ordina di farselo restituire quanto prima, ma Wilson non riesce a ricordare dove l'ha lasciato. Il giovane, che si trova in albergo, scrive un annuncio dove chiede che chiunque abbia trovato un ombrello lo consegni alla stanza numero 16. Poi, per tranquillizzare il suocero, va a comperargli un ombrello nuovo, molto costoso. Ma Smith vuole che gli venga restituito il suo. Wilson è disperato, ma al suo ritorno in stanza, scopre un grande pila di ombrelli che lo aspetta, evidentemente lasciati lì da persone con coscienza colpevole. Li prende tutti e torna da Smith che, felice, recupera finalmente il suo buon acquisto.

## Produzione
Il film fu prodotto dalla Selig Polyscope Company.

## Distribuzione
Distribuito dalla General Film Company, il film - un cortometraggio di 200 metri - uscì nelle sale cinematografiche statunitensi il 27 settembre 1912. Nelle proiezioni, veniva programmato con il sistema dello split reel, accorpato in un'unica bobina con un altro cortometraggio prodotto dalla Selig, il documentario Harvesting Alfalfa in New Mexico.